# Principia Mathematica
Principia Mathematica — трёхтомный труд по логике и философии математики Альфреда Норта Уайтхеда и Бертрана Рассела, выпущенный в 1910, 1912 и 1913 годах. Монография написана на английском языке, но название дано на латыни. Название переводилось на русский как «Принципы математики», «Начала математики» и «Основания математики».
Наряду с «Органоном» (др.-греч. Ὄργανον) Аристотеля и работой «Основные законы арифметики» (нем. Grundgesetze der Arithmetik) Готлоба Фреге является одним из самых влиятельных трудов по логике в истории. Объём Principia Mathematica в общей сложности составляет около 2000 страниц.
В своей работе Рассел и Уайтхед стремились показать, что вся математика сводится к логике с помощью набора аксиом и нескольких основных понятий, то есть обосновать логицизм. Для этого была введена теория типов, в рамках которой было невозможно сформулировать понятие «множество всех множеств», которое приводило к парадоксу Рассела. Помимо этого, были введены две аксиомы: аксиома бесконечности (существует бесконечное число объектов) и аксиома сводимости (для каждого множества существует равнообъёмное ему множество первого порядка).

## История
Центральная идея Principia Mathematica о сводимости математики к логике (логицизм) была неявно высказана ещё Лейбницем в XVII веке, позже в явном виде её высказал Фреге, который разработал логико-математический аппарат, необходимый для технического обоснования логицизма.
В 1898 Уайтхед издаёт свою работу по логицизму A Treatise on Universal Algebra, а в 1903 Рассел пишет книгу The Principles of Mathematics. Поскольку оба математика пришли к сходным выводам, а темы их работ перекликались, вскоре они начали сотрудничество над совместной работой, которая получила название Principia Mathematica. Выбор названия был связан не столько с Philosophiæ Naturalis Principia Mathematica Ньютона, сколько с работой Мура Principia Ethica.
На Рассела ложилась философская часть работы, технические же моменты писались совместно. Как писал Рассел:

Что касается математических проблем, Уайтхед разработал бо́льшую часть системы обозначений, за исключением того, что уже было у Пеано; я работал с рядами, а Уайтхед сделал почти всё остальное. Но это относится только к первым черновикам. Каждая часть переделывалась 3 раза. Один из нас делал первый черновик текста и посылал второму, который обычно его существенно видоизменял и отправлял назад. Затем автор первоначального черновика приводил текст в окончательный вид. Едва ли существует хоть строчка во всех трёх томах, которая не является результатом совместной работы.
Оригинальный текст (англ.)As for the mathematical problems, Whitehead invented most of the notation, except in so far as it was taken over from Peano; I did most of the work concerned with series and Whitehead did most of the rest. But this only applies to first drafts. Every part was done three times over. When one of us had produced a first draft, he would send it to the other, who would usually modify it considerably. After which, the one who had made the first draft would put it into final form. There is hardly a line in all the three volumes which is not a joint product.
— Bertrand Russell. My philosophical development. — London: Allen and Unwin, 1959. — P. 74. — 279 p. — ISBN 0041920155.
Математики планировали закончить работу за год, однако спустя почти десять лет работа ещё не была завершена. К тому же издательство Cambridge University Press решило, что издание этой работы принесет убыток в 600 фунтов стерлингов, 300 из которых издательство было готово взять на себя, 200 пожертвовало Лондонское королевское общество, и по 50 выплатили издательству Рассел и Уайтхед из личных средств. В настоящий момент не существует ни одной академической библиотеки, где бы не было издания Principia Mathematica.

## Содержание

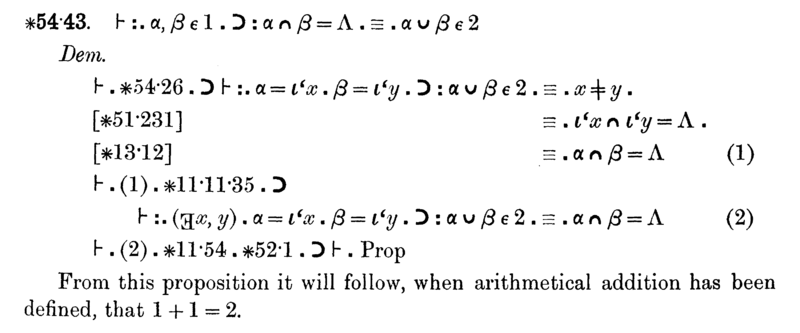

Principia Mathematica состоит из 3 томов, которые разделены на 6 частей.
I том вышел в свет в 1910 году и содержал базовые аксиомы и правила вывода аксиом более высокого порядка, элементарные операции над множествами и бинарные отношения, определение единицы и двойки как чисел. В I томе рассматривались теорема Цермело, аксиома выбора и теорема Кантора — Бернштейна.
II том был выпущен в 1912 году. В нём рассматривались кардинальные числа и арифметические операции над ними, конечные числа, арифметика бинарных отношений, линейно упорядоченные множества, упорядоченные множества Дедекинда, предельные точки и непрерывные функции.
III том был выпущен в 1913 году. В нём рассматривались вполне упорядоченные множества, полностью упорядоченные множества, множества целых, рациональных, вещественных чисел и их измерение. Также был затронут вопрос эквивалентности аксиомы выбора и принципа вполне упорядочения.
IV том планировался к выходу, но так и не был написан. Он должен был быть посвящён геометрии.

## Критика и влияние
Книга Principia Mathematica стала большим достижением в двух отношениях: она существенно продвинула развитие математической логики и показала, как можно избавиться от всех известных парадоксов теории множеств. Однако авторы её претендовали на большее — выяснение сущности математического знания. В этом отношении их позиция нашла мало поддержки. Среди сторонников логицизма — Алонзо Чёрч и Уиллард Ван Орман Куайн, в лагере противников — такие крупные математики, как А. Пуанкаре, Д. Гильберт, Г. Вейль и многие другие.
Критики атаковали как идеологию логицизма, так и его конкретное воплощение в книге. Они указывали, что непротиворечивость конструкции Рассела — Уайтхеда не доказана, и нет гарантии, что не появятся новые парадоксы. Особое неприятие вызвали предложенные авторами две новые аксиомы: аксиома бесконечности и аксиома сводимости. Многие математики утверждали, что эти аксиомы не являются чисто логическими. Так, по мнению критиков, аксиома бесконечности является эмпирической, но не логической. А аксиома сводимости лишена интуитивной очевидности и была введена ad hoc для обхода неудобных эффектов теории типов. Таким образом, вопрос о научной ценности логицизма остался открытым.
Когда в работу по доказательству непротиворечивости формальных систем Principia Mathematica включился К. Гёдель, наступил переломный момент. В 1931 году Гёдель доказал невозможность обоснования непротиворечивости формальной арифметики с помощью её собственных средств, а предположение о её непротиворечивости означает невозможность доказательства всех перво-порядковых аксиом о натуральных числах (см. теорема Гёделя о неполноте). В научном сообществе эта теорема Гёделя была воспринята как невозможность полномасштабной реализации как логицизма, так и формализма. Результаты работы Гёделя по формальным системам Principia Mathematica затронули не только логику, математику и философию, но также и вопросы, лежащие в таких областях человеческого знания, как эпистемология, психология и методология систем искусственного интеллекта.
Несмотря на критику, Principia Mathematica продолжает оставаться одним из самых влиятельных логических трудов в мире. Благодаря этой работе намного бо́льшую популярность получила новая математическая логика. Одна из заслуг Рассела и Уайтхеда здесь в том, что им удалось, как никому ранее, показать мощность логики предикатов. Они также показали, насколько богатой и универсальной может быть идея формальных систем, и открыли тем самым новое направление исследований — металогику. Principia Mathematica оказала большое влияние на дальнейшее развитие логики и положила начало многим металогическим исследованиям. Так, в 1920 году Э. Пост доказал дедуктивную и функциональную полноту логики высказываний, а в 1930 году К. Гёдель доказал дедуктивную полноту логики предикатов. Концепции книги повлияли также на работы таких логиков и математиков, как А. Тьюринг и А. Чёрч.
Помимо этого, Рассел и Уайтхед показали чёткую связь между логицизмом и двумя основными направлениями философии: метафизикой и эпистемологией. Principia Mathematica подстегнула развитие исследований в обоих направлениях и продолжает оказывать влияние на математику и логику.
Хотя попытки возродить логицизм Рассела и Уайтхеда продолжаются по сей день, многие авторы считают, что формальные системы Principia Mathematica слишком слабы или запутаны для того, чтобы реально обосновать возможность логицизма.

## Переводы на другие языки
Перевод I тома книги на русский вышел в 2004 году, II тома — в 2005 году, III тома — в 2006 году. Перевод был выполнен под редакцией Г. П. Ярового и Ю. Н. Радаева.

### Издание на русском языке
- Уайтхед А., Рассел Б. Основания математики: В 3 т / Под ред. Г. П. Ярового, Ю. Н. Радаева. — Самара: Самарский университет, 2005—2006. — ISBN 5-86465-359-4.